# Théâtre de drame et de comédie du Don
Le théâtre de drame et de comédie du Don Komissarjevskaïa  (Донско́й теа́тр дра́мы и коме́дии и́мени В. Ф. Комиссарже́вской), ou théâtre dramatique cosaque (Каза́чий драмати́ческий теа́тр), est une salle de théâtre située à Novotcherkassk dans le sud de la Russie dans l'oblast de Rostov. Ce théâtre a été fondé en 1825; il s'agit donc d'un des plus anciens de la région du Don. Le théâtre actuel a été construit en 1909 selon les plans de l'architecte Alexeï Beketov.

## Histoire
Le théâtre de drame et de comédie est fondé à Novotcherkassk en 1825, accueillant surtout des troupes de passage. Il s'installe dans une salle permanente en 1866 (démolie aujourd'hui), obtient un statut d'État, mais ne fait pas partie des théâtres impériaux. La troupe est formée d'acteurs connus de province; et des acteurs invités sont venus y jouer comme Mikhaïl Chtchepkine, Nikolaï Rybakov, Glikeria Fedotova, Maria Savina, Polina Strepetova, Alexandre Lenski, Nikolaï Rochtchine-Inssarov, Vassili Andreïev-Bourlak, Ivan Kisselevski, etc.
Nikolaï Sinelnikov est directeur du théâtre entre 1891 et 1894; il monte pour la première fois en province la comédie de Tolstoï, Les Fruits de la sciences et c'est ici que débute à un niveau professionnel la future grande tragédienne Vera Komissarjevskaïa (qui plus tard a donné son nom au théâtre). Le théâtre de Novotcherkassk est l'un des premiers à avoir présenté La Mouette de Tchekhov en 1896. Vladimir Wagner (1840-1914) est directeur du théâtre pendant de longues années
Pendant les années de la guerre civile, la ville est jusqu'en janvier 1920 aux mains de l'Armée blanche. Sous l'ère soviétique, Constantin Treniov élargit son répertoire. Le théâtre prend le nom de Komissarjevskaïa en 1964. Le théâtre déménage en 1966 dans l'ancienne Maison de l'Armée rouge (n° 72 avenue Platov) et au début ancien tribunal de Novotcherkassk, édifice construit en 1909 par Alexeï Beketov (1862-1941), où il se trouve toujours.
Il est dirigé dans les années 1990-2013 par Leonid Chatokhine qui y redonne vie aussi à la culture cosaque (d'où son deuxième nom de théâtre cosaque).
En 1998, le théâtre reçoit la Palme d'or de l'association internationale parisienne Partenariat grâce au progrès et un grand prix en 1999 de théâtres russes. La pièce d'Ostrovski Les Fiançailles de Balzaminov y reçoit en 1999 le prix du festival La Comédie russe.
Depuis 2004, le théâtre de drame et de comédie du Don fait partie du programme présidentiel de soutien aux théâtres russophones. C'est ici qu'a commencé aussi le festival international annuem de théâtre Compliment aaec le soutien du ministère de la Culture de la fédération de Russie, l'Union des travailleurs du théâtre de la fédération de Russie et l'administration de la ville de Novotcherkassk. En 2007, la pièce de Jean Anouilh, L'Orchestre a reçu un prix pour le meilleur ensemble théâtral. En 2013, il remporte le festival de théâtre des meilleurs sketchs de la région de Rostov,.

## Répertoire
En 2018::
- L'Argent fou d'Alexandre Ostrovski, par Achot Voskanian;
- Les Enfants du soleil de Maxime Gorki;
- Mère Courage de Bertolt Brecht;
- La Cerisaie d'Anton Tchekhov;
- Kazatchki de Mikhaïl Cholokhov;
- L'Homme de La Manche, de Mitch Lee, D. Wassermann, D. Derion, mise en scène d'Achot Voskanian, scénographie de Stanislav Chablovski;
- Prière commémorative de Grigori Gorine et Cholom Aleïkhem ;
- L'Idiot d'après Fiodor Dostoïevski, mise en scène d'А. Voskanian, scénographie S. Zograbian;
- La Chambre de la fiancée de Valentin Krasnogorov;
- Jeux cruels d'Alexeï Arbouzov;
- Un événement clinique de Ray Cooney;
- La Fille sans dot d'Alexandre Ostrovski, mise en scène d'I. Lebedev, scénographie de S. Zograbian;
- Le Dernier Amour de Nasreddine de Vladimir Constantinov et Boris Ratser;
- Une histoire très simple de Maria Lado;
- Les Primadonnas de K. Ludwig;
- Sept chants cosaques d'après Mikhaïl Cholokhov, par Vassili Poutcherglazov;
- Le Contrat de mariage d'Ephraim Kishon;
- En avant les hussards! d'A. Gladkov;
- La Révolte des femmes d'Evgueni Ptitchkine, Mikhaïl Cholokhov;
- Les Affaires d'Hanouma d'Avksenti Tsagareli;
- À propos de Fédot l'archer, jeune homme audacieux de Leonid Filatov;
- Stationnement alterné de Ray Cooney;
- La Tempête russe de Gueorgui Sviridov, d'après Pouchkine.